# Dave Min

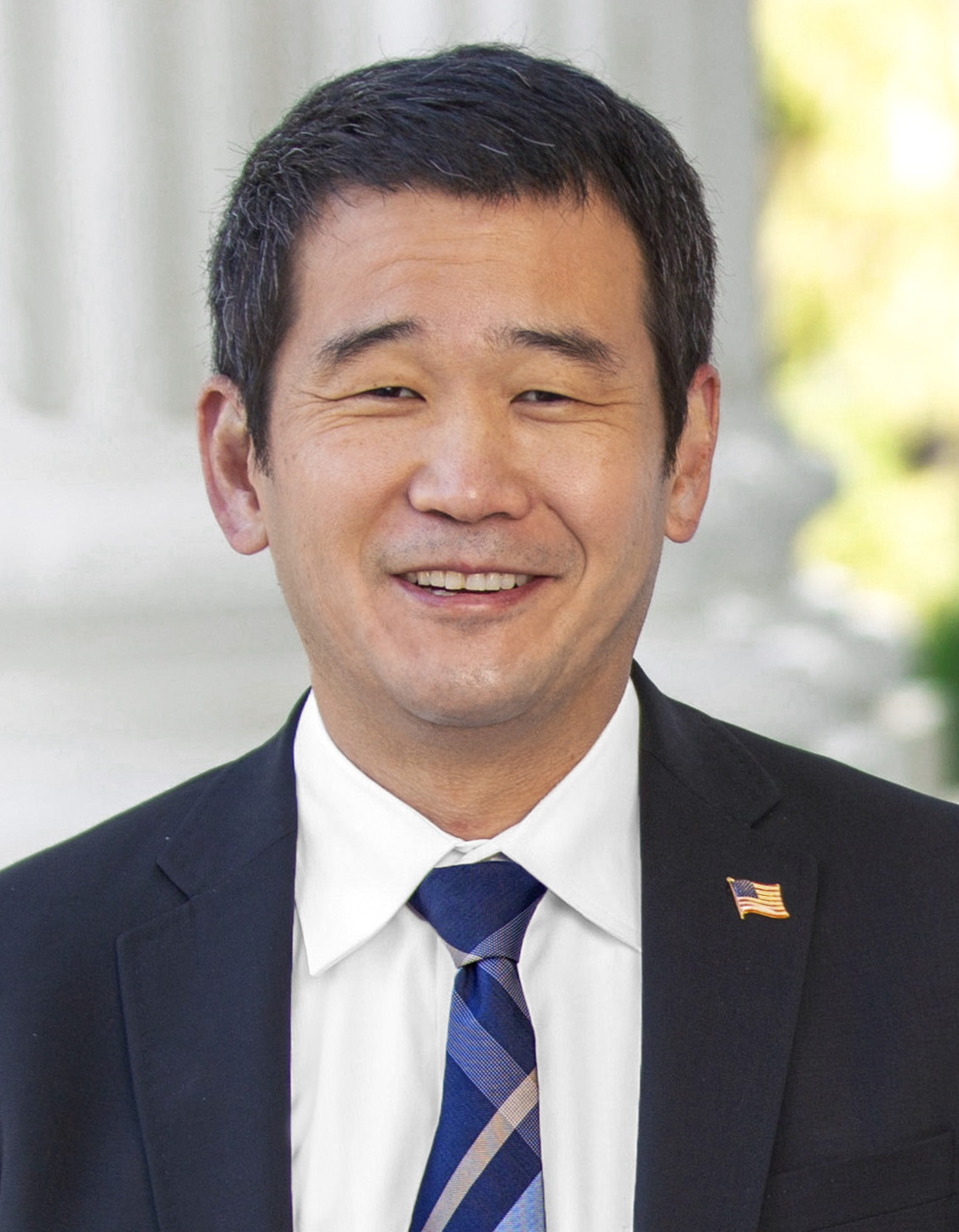
Dave Min (2020)

David „Dave“ Min (* 5. März 1976) ist ein US-amerikanischer Rechtswissenschafter und Politiker der Demokratischen Partei aus Kalifornien. Bei den Wahlen 2024 wurde er gewählt, um den 47. Wahlbezirk Kaliforniens im Repräsentantenhaus zu vertreten. Zuvor saß Min seit 2020 im Senat von Kalifornien.

## Leben
Dave Min entstammt einer koreanisch-amerikanischen Familie. Seine Eltern waren 1972 nach Neuengland eingewandert, um an der Brown University zu studieren. Min wuchs dann in der Bay Area um San Francisco auf. Er ist mit der Juraprofessorin Jane Stoever verheiratet. Das Paar hat drei Kinder.
Min studierte an der Wharton School und schloss seine Studien dort 1999 mit einem Bachelor in Philosophie und einem in Wirtschaftswissenschaft ab. Er studierte dann an der Harvard Law School, wo er 2002 einen Titel eines Doktors der Rechtswissenschaften (J.D.) erlangte.
Min arbeitete als Jurist bei der Securities and Exchange Commission und dann als Spezialist für Kapitalmarktregulierung in einer Anwaltskanzlei in Washington, D.C. Er wurde Rechtsberater des Bankenausschusses im Senat, beriet Senator Chuck Schumer und das United States Congress Joint Economic Committee. Min war dann für die Denkfabrik Center for American Progress tätig, wo er die Abteilung für Finanzmarktregulierungen führte. 2012 begann Min als Professor an der University of California, Irvine Recht zu lehren. Er lehrte zum Vertrags- und zum Bankrecht an der UC Irvine. Forschungsschwerpunkte Mins sind Banken- und Finanzmarktrecht.

## Politische Karriere
Dave Min bewarb sich bei den Wahlen zum Repräsentantenhaus der Vereinigten Staaten 2018 um das bis dahin von der Republikanerin Mimi Walters gehaltene Mandat im Repräsentantenhaus der Vereinigten Staaten. Seine Wahlkampfkampagne war aggressiv, vor allem gegenüber seiner Parteigenossin Katie Porter. Letztlich entschied Porter die Wahl für sich.
Als er 2020 sich einen Sitz im Senat von Kalifornien bewarb, um den 37. Senatswahlbezirk zu vertreten, hatte er nun die Unterstützung von Katie Porter, die im US-Repräsentantenhaus ungefähr dasselbe Gebiet vertrat, wie der 37. Kalifornische Senatswahlbezirk.
Als Kathie Porter sich entschied, für die Senatswahlen 2024 anzutreten, kündigte Dave Min mit ihrer Unterstützung die Kandidatur bei der Wahl zum Repräsentantenhaus an. In den Vorwahlen könnte sich Min mit 29,5 Prozent nur als Zweiter hinter dem Republikaner Scott Baugh (32,1 %) platzieren.
Min gewann in der Hauptwahl dann in dem Swing District im Orange County, wobei er sich unter anderem als Repräsentant für asiatische Amerikaner präsentierte, welche etwa ein Viertel der Wählerschaft in seinem Bezirk ausmachen. Im Laufe des Wahlkampfes war Min wegen eines Trunkenheitsfahrt festgenommen worden, und es kam zu anti-asiatischen Schmierereien auf Wahlplakaten für Min.